# Архангельский, Михаил Ферапонтович
Михаил Ферапонтович Архангельский (1825—1904) — протоиерей Русской православной церкви.

## Биография
Родился 1 (13) ноября 1825 года в Орловской губернии.
Окончил магистром Санкт-Петербургскую духовную академию. Был учителем словесности в Санкт-Петербургской духовной семинарии. Служил в Петропавловском кафедральном соборе и Пантелеймоновской церкви.
В «Историко-статистическом описании СПб. епархии» (издание Санкт-Петербургского епархиального историко-статистического комитета) ему принадлежит значительная часть «Истории СПб. епархии». Им было составлено «Руководство к изучению словесности и к практическому упражнению в сочинениях» (СПб., 1857). Много его проповедей его было издано отдельными брошюрами. Ему же принадлежат также многочисленные рецензии в «Страннике».
Умер 15 (28) апреля 1904 года. Похоронен на Митрофаниевском кладбище.
Был женат (с 11.11.1855) на дочери протоиерея Ивана Фёдоровича Щелкунова Софье.